# Days of Waiting
Pour plus de détails, voir Fiche technique et Distribution.
Days of Waiting est un film documentaire américain réalisé par Steven Okazaki (en) et sorti en 1990.
Il a remporté l'Oscar du meilleur court métrage documentaire en 1991.

## Synopsis
Le film est consacré à Estelle Ishigo (en) (1899-1990), une artiste qui est allée volontairement dans un camp d'internement pour japonais lors de la Seconde Guerre mondiale.

## Fiche technique
- Titre : Days of Waiting
- Réalisation : Steven Okazaki (en)
- Scénario : d'après le roman Lone Heart Mountain d'Estelle Peck Ishigo
- Photographie : Steven Okazaki
- Montage : Steven Okazaki
- Narrateur : Lynn O'Donnell, Dorothy Stroup
- Production : Zand Gee et Steven Okazaki
- Société de production : Center for Asian American Media et National Asian American Telecommunications Association
- Durée : 28 minutes
- Dates de sortie : 
  - États-Unis : 1990
  - France : 1991

## Distinctions
- 1991 : Oscar du meilleur court métrage documentaire